# 公开处决

处决路易十六（铜版雕刻，1793年）

公开处决（英語：Public execution），亦作公开处刑，是一种“公众可观摩”的死刑形式。证人以外的人亦可观赏。此类死刑执行的目的是威慑公民不得触法。历史上政府曾经鼓励（或强制）公民参加此类活动。
虽然今天大多数国家都明确反对公开处决，但在历史上的特定时期，几乎每一个国家都有该现象。公开处决過去曾经比闭门处决更受欢迎，因为它们具有威慑力。然而，这种恐怖行为的实际效用存在争议。他们允许被定罪者留下遗言，让当局有机会在其实际管辖领土内的国民面前展示其权力，并为公众举行一场“盛大的表演”。公开处决还可以让执政者向政治对手展示自身的优越性。

## 历史

### 古代世界
在古马其顿、波斯、耶路撒冷、腓尼基、罗马和迦太基等地，有将人钉在十字架或將犯人活剝皮並掛上城牆上公開处死的酷刑。

### 中国
至少从秦朝开始，公开处决在中国成了家常便饭；在唐朝唐玄宗天寶年間到安史之亂結束前曾經短暫全面廢除死刑。
在现代中国，数十万人在文革期间被处决。目前中國的公開處決做法基本上已全面消失，不過其每年執行死刑量數目仍為全球最多一國。

### 中世纪伊斯兰教
有报告称，伊斯兰教早年曾存在公开处决，尤其是鸡奸者和拒绝从基督教皈依伊斯兰教的教徒。

### 中世纪欧洲
记录在案的公开处决记录至少可以追溯到中世纪晚期，并在十六世纪后期因歐洲女巫大審判而被推向顶峰。在中世纪后期，死刑执行方法日趋残酷，旨在让被执行人在死前感到极大痛苦，并吸引民众观赏以震慑他们。执行方式的残酷程度（包括被执行人在实际执行前遭受酷刑的数量）也或多或少取决其罪行。处决的最常用方法有活埋、死亡輪、溺水和火刑。斩首、剝皮、穿刺、车裂、绞刑和殴打亦有使用。被执行死刑者的尸体或身体部位经常被挂出来示众，当局不遗余力以确保遗体可以长期展示或會用作餵烏鴉。
然而，并非欧洲所有地区都使用死刑。例如弗拉基米尔大帝在988年皈依基督教后废除了基辅罗斯的死刑。

### 近至现代欧洲
在17世纪，用於活人的酷刑使用率下降，取而代之的是尸体在死后被侮辱并示众。到18世纪初，西欧的死刑案件比上个世纪下降了约85%，因为法律体系受啟蒙運動影響逐步转向尊重人权以及以更合理的刑事司法方法为中心的确定威慑的最佳方法。然而，在整个18世纪和19世纪，尤其是在社会动荡之时，死刑案件略有增加。杰里米·边沁和切萨雷·贝卡利亚等18世纪启蒙思想家谴责死刑。然而，不是所有的启蒙思想家都反对公开处决——许多解剖学家发现死刑有助于让他们得到可用于实验的遗体。人们还发现死后酷刑（通常是公开处决的一部分）不尊重死者，并认为这可能会阻止被执行者進入“天堂”。
1786年，托斯卡纳废除死刑。
在欧洲部分國家，19世纪和20世纪初，政府不再公开执行死刑，并设置了监禁、缓刑、社区服务等其他限制人身自由的处罚。这正好和将处决移出公共视野的趋势相吻合。
在英国，泰伯恩在1801年进行了最后一次公开处决，此后约克地区的死刑一律改在城堡的围墙内执行（但民众可以随意进入），这样“城镇的入口不会再有罪犯经过”。在伦敦，那些在中央刑事法院被判处死刑的人将留在纽盖特监狱等待在街上被处决。和泰伯恩一样，依然有不少人前来观看死刑执行过程。英国于1868年执行最后一次公开处决，此后英国的死刑改在监狱内不公开执行，最終英國於1998年全面廢除所有死刑。
法国在1939年前仍有公开处决。在连环杀手歐根·魏德曼被以断头台斬首处决的秘密录像外泄并引发民间强烈抗议后，法國政府宣佈处决不再公开执行。有令人不安的报道称，观众将魏德曼的血浸在破布中以兹纪念，法国总统阿尔贝·勒布伦因此下令禁止在法国进行公开处决，理由是“（公开处决）把人的卑鄙本质表现得淋漓尽致”。二戰後初期法國雖仍有斷頭台斬首死刑，但廢除公開處決。法國死刑制度最終在1981年全面廢除。
纳粹德国会公开执行死刑，例如绞刑、枪决和斩首。
苏俄亦存在公開处决，直至戈爾巴喬夫上任後公開處決做法正式從俄羅斯消失。目前俄羅斯暫停了執行死刑超過20年，前蘇聯絕大部分國家獨立後已全面廢除死刑（例如阿塞拜疆、格魯吉亞、立陶宛等）。
隨著民主、人權和人道主義價值觀在歐洲迅速傳播（例如加入歐盟前以及成員國必須全面廢除死刑），二戰後西歐國家陸續廢除公開處決做法有的甚至已廢除死刑，這個過程到了東歐民主化後至今正式得到全面實行。2024年的今日全歐洲已沒有任何公開處決記錄，即使唯一有死刑執行的白俄羅斯其死刑處決也不再公開執行。

### 殖民世界
公开处决曾經在西欧作为一种传统，十分常见（目前已全面消失而死刑亦全面撤銷），后来也传到美洲、非洲和亚洲的殖民地。
委内瑞拉于1863年完全废除死刑。

### 美国
美国的最后一次公开处决于1936年执行。与欧洲一样，死刑改到监狱内不公开执行。那些与被处决者相关人士、受害者家属仍可观看死刑执行过程（有时记者也可观看）。
弗朗西斯·拉尔森在2014年出版的《切断：斩首史和寻头史》一书中写道：
每逢公开处决，就有人群去观摩。在19世纪初的伦敦，可能有5000人观看绞刑执行过程，但如果有重罪者被处决，则会吸引十万人前来观看。这些数字多年来几乎没有变化。1936年，估计有两万人观看了雷尼·贝西娅被执行绞刑的过程，这是美国最后一次公开处决。

## 现代
大多数国家（地区）在法律上（或实际上）都完全废除了死刑，即使仍實行死刑的國家都有很多廢除公開處決做法，這是因為公開處決的做法會令民眾不安。
据国际特赦组织称，2012年“目前已知在伊朗、朝鲜、沙特阿拉伯和索马里叛軍地區存在公开处决现象”。国际特赦组织并未将叙利亚、阿富汗和也门列入其《进行公开处决的国家列表》，但有报道称，伊斯兰国等政权和非国家组织在那里继续公开处决。迄1992年，美国佛罗里达州和犹他州尚有进行公开处决。